# کتاپنگ
کتاپنگ (اندونزیایی: Ketapang) شهری در استان کالیمانتان غربی کشور اندونزی است. جمعیت این شهر بر اساس سرشماری سال ۱۹۹۰ میلادی، ۳۰٫۴۹۵ نفر و بر اساس سرشماری سال ۲۰۰۰ میلادی، ۷۷٫۷۶۵ بوده که در سال ۲۰۰۷ میلادی به ۱۳۰٫۵۲۹ نفر افزایش یافته‌است.